# Rick Scott
Richard Lynn «Rick» Scott (Bloomington, Illinois, 1 de diciembre de 1952) es un abogado y político estadounidense del Partido Republicano. Desde el 4 de enero de 2011 hasta el 7 de enero de 2019 ocupó el cargo de 45°. gobernador de Florida. En la actualidad, se desempeña como senador por aquel estado, cargo al que fue electo en el 2018 y asumió al año siguiente.
Scott se graduó de la Universidad de Misuri–Kansas City y de la Dedman School of Law en la Southern Methodist University. En 1987, tras un paso por la Armada de los Estados Unidos y convertirse en socio en un bufete de abogados, fundó Columbia Hospital Corporation. Columbia posteriormente se fusionó con otra compañía de servicios médicos para formar Columbia/HCA, que luego se convertiría en una de las compañías privadas de servicios médicos más grande del país.
En España es especialmente recordado por una visita al rey Juan Carlos I en la que le preguntó sobre el incidente del monarca cazando elefantes.